# Amenhotep (primo profeta)
Amenhotep (fl. XII-XI secolo a.C.) è stato un  primo profeta di Amon alla fine della XX dinastia egizia e del Nuovo Regno.
Ereditò tale carica probabilmente nei primi anni di regno di Ramesse IX, ma in tempi successivi venne poi sollevato dall'incarico in seguito ad uno scandalo, inasprendo così i rapporti tra i legittimi sovrani ramessidi e il potente clero tebano.

## Biografia

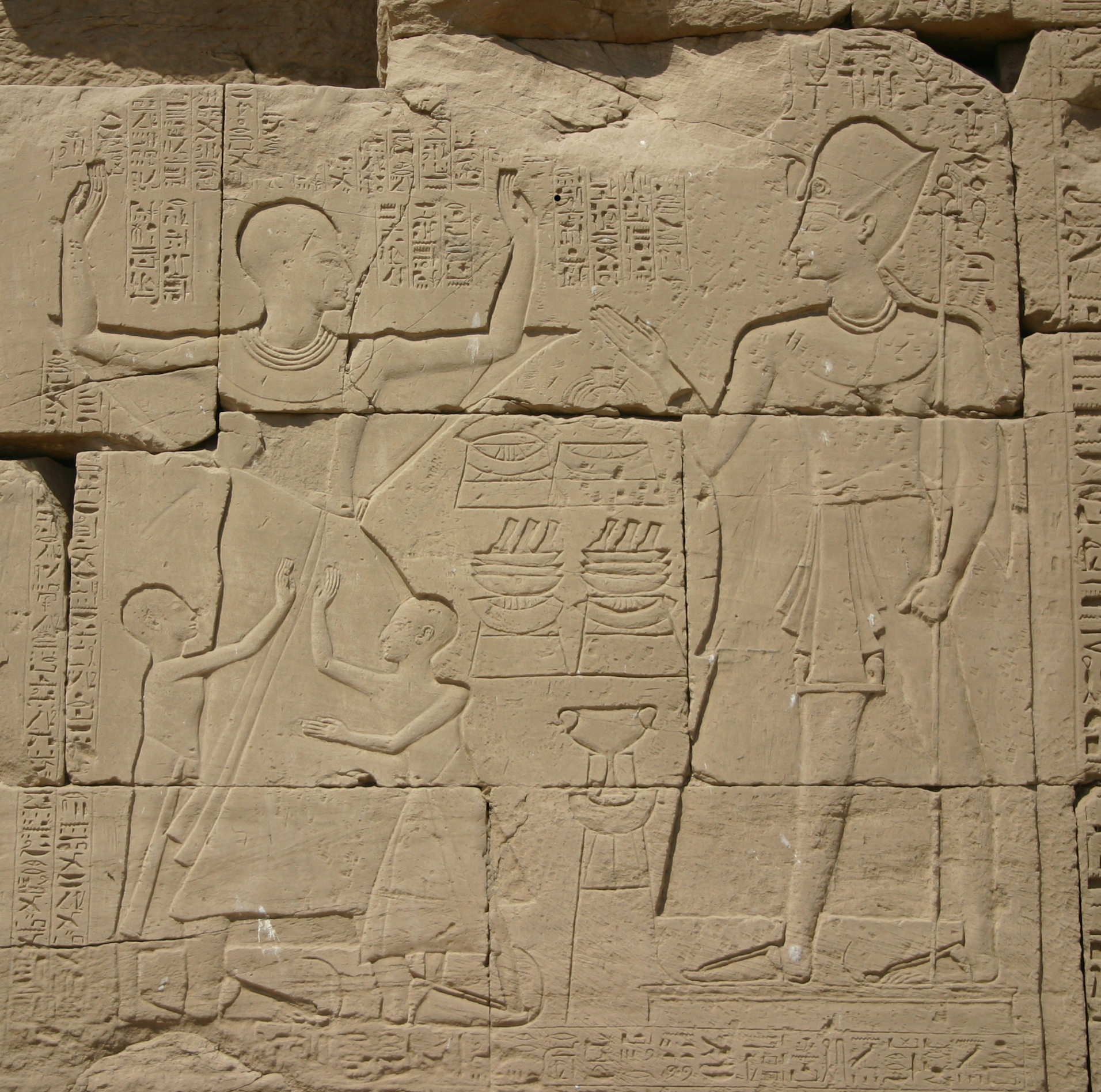
Amenhotep (a sinistra) riceve offerte da Ramesse IX in un rilievo del tempio di Karnak; si noti la medesima statura dei due personaggi.

Amenhotep era fratello del suo predecessore Nesamon ed entrambi erano figli di Ramessenakht, che fu  primo profeta prima di loro, e che riuscì ad acquisire tanto potere da rendere ereditaria la prestigiosa carica.
Grazie al suo ruolo, Amenhotep riceveva dal sovrano cospicue donazioni, anche in oro ed argento. Scene del genere sono rese in due rilievi, dei quali uno, datato al 10º anno di Ramesse IX, è visibile nel tempio di Karnak; la caratteristica più significativa di tali rilievi è che Amenhotep viene rappresentato della stessa statura del faraone. Nelle rappresentazioni egizie le proporzioni della figura umana sono sempre state indicative dell'importanza del personaggio illustrato, e le maggiori dimensioni erano sempre riservate agli dei ed al faraone.

Questo gesto senza precedenti evidenziava l'enorme potere del più alto grado del clero tebano di Amon e, al contempo, l'ormai limitata considerazione che esso aveva del sovrano.
Nonostante questo comportamento arrogante, Ramesse IX non prese provvedimenti e Amenhotep rimase in carica per tutto il resto del suo regno ed anche oltre, sotto Ramesse X e Ramesse XI.

Non più tardi del 12º anno, tuttavia, Ramesse XI ritenne opportuno sollevare Amenhotep dall'incarico. Non è certo il motivo di questa grave decisione; forse il  primo profeta aveva avanzato pretese anche al di fuori della sua già ampia giurisdizione, possibilmente verso la Nubia.
Il clero tebano, leale ormai solamente a lui, si oppose alla decisione del faraone, innescando di fatto quella che nei documenti venne chiamata "la guerra del gran sacerdote".
Fu quindi in questo periodo che il  viceré di Nubia Panehesi, forse col beneplacito di Ramesse XI, avanzò con le sue truppe, assediò vittoriosamente  Amenhotep all'interno del tempio fortificato di Medinet Habu continuando poi la sua marcia fino al medio Egitto.
Non è noto il destino di Amenhotep dopo il favorevole assalto di Panehesi; in ogni caso, nel 19º anno di Ramesse XI la carica di primo profeta di Amon era già passata nelle mani del potente Herihor.